# GVT 1 bis 4
Die Nr. 1 bis 4 waren meterspurige Dampflokomotiven der Gölniczvölgyi vasuti társaság (Göllnitztalbahn; GVT), einer privaten Lokalbahn im damaligen Oberungarn.

## Geschichte
Die Lokomotiven wurden 1884 von Hagans in Erfurt mit den Fabriknummern 172 bis 175 an die Göllnitztalbahn ausgeliefert, die sie mit den Bahnnummern 1 bis 4 bezeichnete. Im Gegensatz zu den Normalspurlokomotiven wurden sie von der betriebsführenden Kaschau-Oderberger Bahn (KsOd) nicht in deren Nummernschema eingeordnet.
Nach der Verstaatlichung der KsOd 1921 und der darauffolgenden Übernahme der Lokalbahn durch die Tschechoslowakischen Staatsbahnen (ČSD) erhielten die Lokomotiven nach 1925 die neuen ČSD-Nummern U 36.001 bis 004.
1935 wurde ein Teil der Stammstrecke zugunsten einer neuen normalspurigen Trasse aufgegeben, sodass fortan nicht mehr alle vier Lokomotiven für den Zugdienst benötigt wurden. U 36.001 wurde 1938 nach Banská Štiavnica abgegeben, wo sie bereits um 1950 ausgemustert wurde. Danach gelangte die Lokomotive zu der ungarischen Staatsbahn MAV und wurde dort als 392.5001 bezeichnet. Die Lokomotive war in Diósgyőr eingesetzt. 1975 ist die Lokomotive verschrottet worden. Die U 36.004 kam hingegen in den 1950er Jahren zur Kindereisenbahn Košice. Sie wurde dort bis 1961 eingesetzt und dann verschrottet. Die U 36.002 und 003 bewältigten den Gesamtverkehr auf ihrer Stammstrecke bis zu deren Stilllegung im Jahr 1965.
Museal erhalten blieb die U 36.003, sie wurde nach ihrer Ausmusterung im Lokomotivdepot Spišská Nová Ves als Denkmal aufgestellt. 1990 wurde sie im Ausbesserungswerk ŽOS České Velenice als eine der letzten Lokomotiven vor Schließung des Werkes wieder betriebsfähig aufgearbeitet. Heute befindet sie sich als „Katka“ bei der Kindereisenbahn in Košice.